# János Bencze
János Bencze (nacido el 12 de octubre de 1934 en Hódmezővásárhely, Hungría - murió el 1 de agosto de 2014) es un exjugador húngaro de baloncesto. Fue campeón de Europa de selecciones con Hungría en el Eurobasket celebrado en su país en el año 1955. 